# Лауреаты Премии Правительства Российской Федерации в области науки и техники (2011)
Лауреаты Премии Правительства Российской Федерации в области науки и техники 2011 года — перечень награждённых государственной наградой Российской Федерации, присужденной за достижения в науке и технике в 2011 году.
Постановлением Правительства Российской Федерации от 26 августа 2004 года № 439, в частности, было уменьшено число премий и максимально допустимое число лауреатов каждой премии, но значительно увеличена сумма премии. Согласно этому Постановлению, с 2005 года присуждалось не более 40 премий (в том числе 10 премий за работы в сфере обороны и безопасности), каждая в размере 1 миллион рублей. Авторский коллектив каждой работы был ограничен 10 претендентами.
Лауреаты определены Постановлением Правительства от 6 февраля 2012 года № 146-р

## Легенда
Приводятся данные по премированной работе; фамилии лауреатов, их должность и место работы; номер абзаца в Постановлении

## Лауреаты
| номер | Лауреаты | Премированная работа |
| ----- | --- | --- |
| 1.    | Шейндлину Александру Ефимовичу, академику, почетному директору федерального государственного бюджетного учреждения науки Объединённый институт высоких температур Российской академии наук, руководителю работы, Директору Леониду Бенциановичу, доктору технических наук, Фриду Семену Ефимовичу, кандидату технических наук, ведущим научным сотрудникам, Жуку Андрею Зиновьевичу, доктору физико-математических наук, заместителю директора, Попелю Олегу Сергеевичу, доктору технических наук, доценту, заведующему лабораторией, — работникам того же учреждения; Антропову Алексею Петровичу, начальнику отдела Министерства образования и науки Российской Федерации; Балеге Юрию Юрьевичу, члену-корреспонденту Российской академии наук, директору учреждения Российской академии наук Специальная астрофизическая обсерватория РАН; Киселевой Софье Валентиновне, кандидату физико-математических наук, ведущему научному сотруднику географического факультета федерального государственного бюджетного образовательного учреждения высшего профессионального образования «Московский государственный университет имени М. В. Ломоносова»; Филиппову Сергею Петровичу, члену-корреспонденту Российской академии наук, заместителю директора учреждения Российской академии наук Институт энергетических исследований РАН; Чернявскому Адольфу Александровичу, кандидату технических наук, главному инженеру проекта филиала «Ростовтеплоэлектропроект» открытого акционерного общества «Южный инженерный центр энергетики» | за разработку и внедрение эффективных технологий использования возобновляемых и нетрадиционных источников энергии в малой энергетике |
| 2.    | Острирову Вадиму Николаевичу, доктору технических наук, профессору, начальнику отдела закрытого акционерного общества «ЦЕНТРТЕХКОМПЛЕКТ», руководителю работы, Козаченко Владимиру Филипповичу, доктору технических наук, профессору, заместителю начальника отдела, Кочанову Юрию Ивановичу, кандидату технических наук, профессору, заместителю генерального директора, Логинову Евгению Леонидовичу, доктору экономических наук, советнику генерального директора, Русакову Анатолию Михайловичу, кандидату технических наук, руководителю группы, Сорокину Антону Владимировичу, доктору экономических наук, профессору, генеральному директору, — работникам того же акционерного общества; Доду Евгению Вячеславовичу, кандидату экономических наук, председателю правления открытого акционерного общества «Федеральная гидрогенерирующая компания»; Иванову Сергею Николаевичу, доктору экономических наук, профессору, генеральному директору открытого акционерного общества «Энергетическая Русская Компания»; Иванову Тимуру Вадимовичу, генеральному директору федерального государственного учреждения «Российское энергетическое агентство» Министерства энергетики Российской Федерации; Чёрному Владиславу Павловичу, первому заместителю генерального директора открытого акционерного общества «Московская объединённая энергетическая компания» | за разработку и внедрение базовой технологии и интеллектуальных электромеханических комплексов для ответственных отраслей и сфер деятельности с жесткими требованиями к надежности и бесперебойности работы                                                      |
| 3.    | Воропаю Николаю Ивановичу, члену-корреспонденту Российской академии наук, директору учреждения Российской академии наук Институт систем энергетики им. Л. А. Мелентьева Сибирского отделения РАН, руководителю работы, Санееву Борису Григорьевичу, доктору технических наук, профессору, заместителю директора, заведующему отделом, Соколову Александру Данииловичу, доктору технических наук, главному научному сотруднику, — работникам того же учреждения; Бушуеву Виталию Васильевичу, доктору технических наук, профессору, генеральному директору закрытого акционерного общества «Глобализация и Устойчивое развитие. Институт энергетической стратегии», Мастепанову Алексею Михайловичу, доктору экономических наук, руководителю управления того же акционерного общества; Карасевичу Александру Мирославовичу, доктору технических наук, профессору, генеральному директору открытого акционерного общества «Газпром промгаз», Лачкову Георгию Георгиевичу, кандидату технических наук, заведующему отделом, Сенновой Елене Викторовне, доктору технических наук, руководителю бюро главных научных руководителей, Федяеву Андрею Витальевичу, доктору технических наук, заведующему лабораторией, — работникам того же акционерного общества; Макарову Алексею Александровичу, академику, директору учреждения Российской академии наук Институт энергетических исследований РАН | за разработку методологии и стратегии региональных энергетических программ и их внедрение на территории Российской Федерации |
| 4.    | Литваку Александру Григорьевичу, академику, директору учреждения Российской академии наук Институт прикладной физики РАН, руководителю работы, Денисову Григорию Геннадьевичу, члену-корреспонденту Российской академии наук, заведующему отделом, Запевалову Владимиру Евгеньевичу, доктору физико-математических наук, заведующему лабораторией, — работникам того же учреждения; Ильину Владимиру Ивановичу, кандидату физико-математических наук, начальнику лаборатории Института физики токамаков федерального государственного бюджетного учреждения "Национальный исследовательский центр «Курчатовский институт»; Мясникову Вадиму Евгеньевичу, кандидату технических наук, научному руководителю Московского филиала закрытого акционерного общества "Научно-производственное предприятие «ГИКОМ», Попову Леониду Георгиевичу, начальнику сектора, Усачеву Сергею Вадимовичу, главному специалисту, — работникам того же филиала, Соколову Евгению Васильевичу, кандидату физико-математических наук, директору, Солуяновой Елене Александровне, кандидату физико-математических наук, начальнику отдела, Таю Евгению Максовичу, заместителю директора, — работникам того же акционерного общества | за разработку и освоение промышленного выпуска мегаваттных гиротронов для электронно-циклотронного нагрева плазмы в крупномасштабных установках управляемого термоядерного синтеза                                                                               |
| 5.    | Сигову Александру Сергеевичу, академику, ректору федерального государственного бюджетного образовательного учреждения высшего профессионального образования «Московский государственный технический университет радиотехники, электроники и автоматики», руководителю работы, Воротилову Константину Анатольевичу, доктору технических наук, профессору, Лучникову Александру Петровичу, заместителю начальника управления, — работникам того же учреждения; Ивашову Евгению Николаевичу, доктору технических наук, профессору федерального государственного бюджетного образовательного учреждения высшего профессионального образования «Московский государственный институт электроники и математики (технический университет)», Каперко Алексею Федоровичу, доктору технических наук, профессору, проректору, Степанчикову Сергею Валентиновичу, кандидату технических наук, доценту, — работникам того же учреждения; Воробьёву Александру Владимировичу, доктору технических наук, советнику генерального директора открытого акционерного общества «Научно-исследовательский институт авиационного оборудования»; Макарову Николаю Николаевичу, доктору технических наук, генеральному директору открытого акционерного общества «Ульяновское конструкторское бюро приборостроения» | за разработку эффективных алгоритмов обработки информации и создание отказоустойчивых интегрированных вычислительных комплексов, устройств и компонентов для бортовых систем обеспечения безопасности функционирования летательных аппаратов                     |
| 6.    | Алексееву Александру Васильевичу, кандидату технических наук, начальнику отдела открытого акционерного общества «Специальное Конструкторское Бюро Котлостроения», Колесниченко Анатолию Григорьевичу, бывшему начальнику отдела, Ермакову Александру Сергеевичу, директору машиностроительного производства, Заграю Василию Никитовичу, заместителю главного конструктора, Кукину Василию Васильевичу, генеральному директору, Фельгендлеру Виктору Михайловичу, главному инженеру проекта — начальнику отдела, — работникам того же акционерного общества; Завьялову Юрию Николаевичу, заместителю генерального директора — директору конструкторского бюро «Армас» открытого акционерного общества «Центр технологии судостроения и судоремонта», Волкову Олегу Владимировичу, главному специалисту закрытого акционерного общества «ХОЛДИНГ СПЕЦКОМПЛЕКТРЕСУРС»; Крякунову Михаилу Вадимовичу, генеральному директору открытого акционерного общества «Волжский Оргсинтез»; Пильдишу Вадиму Григорьевичу, кандидату технических наук (посмертно) | за разработку и масштабное промышленное внедрение высоконапорных малогабаритных энергонапряженных котлоагрегатов широкого спектра применения |
| 7.    | Григорьеву Михаилу Владимировичу, кандидату технических наук, доценту федерального государственного бюджетного образовательного учреждения высшего профессионального образования «Московский государственный технический университет имени Н. Э. Баумана», руководителю работы, Александрову Анатолию Александровичу, доктору технических наук, профессору, ректору, Сыркину Михаилу Михайловичу, кандидату технических наук, доценту, Шатову Андрею Анатольевичу, заведующему лабораторией, — работникам того же учреждения; Аксютину Олегу Евгеньевичу, доктору технических наук, начальнику департамента открытого акционерного общества «Газпром», Вышемирскому Евгению Мстиславовичу, кандидату технических наук, заместителю начальника управления — начальнику отдела того же акционерного общества; Голубничему Алексею Сергеевичу, кандидату экономических наук, генеральному директору общества с ограниченной ответственностью «Газпром трансгаз Москва»; Канайкину Виктору Архиповичу, доктору экономических наук, кандидату технических наук, профессору, генеральному директору закрытого акционерного общества "Научно-производственное объединение «Спецнефтегаз», Лоскутову Владимиру Евгеньевичу, кандидату технических наук, главному конструктору, Патраманскому Борису Владимировичу, кандидату технических наук, заместителю генерального директора, — работникам того же акционерного общества | за теоретическое обоснование, разработку и внедрение технологий и оборудования надежных, конкурентоспособных средств диагностики трубопроводных систем |
| 8.    | Орыщенко Алексею Сергеевичу, доктору технических наук, генеральному директору федерального государственного унитарного предприятия "Центральный научно-исследовательский институт конструкционных материалов «Прометей», руководителю работы, Малахову Николаю Викторовичу, кандидату технических наук, начальнику сектора того же предприятия; Аввакумову Юрию Владимировичу, главному сварщику — начальнику отдела открытого акционерного общества "Производственное объединение «Северное машиностроительное предприятие», Новоселову Сергею Ивановичу, начальнику производства военно-технического сотрудничества — заместителю генерального директора того же акционерного общества; Батову Юрию Матвеевичу, заместителю начальника управления общества с ограниченной ответственностью «ОМЗ — Спецсталь»; Голованову Александру Васильевичу, главному специалисту центра технического развития и качества открытого акционерного общества «Северсталь»; Кравец Анне Борисовне, кандидату технических наук, начальнику отдела — заместителю главного конструктора по специализации — начальника отделения открытого акционерного общества "Центральное конструкторское бюро морской техники «Рубин»; Осипенко Виктору Владимировичу, кандидату технических наук, начальнику лаборатории федерального государственного унитарного предприятия «Центральный научно-исследовательский институт имени академика А. Н. Крылова»; Уткину Вячеславу Евгеньевичу, кандидату технических наук, доценту, заместителю начальника Инженерного центра открытого акционерного общества «Адмиралтейские верфи» | за создание ресурсосберегающих технологий, оборудования и экономичного промышленного производства высокопрочных корпусных сталей и крупнотоннажных сварных металлоконструкций для серийного строительства перспективной морской техники                          |
| 9.    | Балдину Анатолию Валентиновичу, кандидату технических наук, директору общества с ограниченной ответственностью "Пермский инженерно-технический центр «Геофизика», руководителю работы; Гайворонскому Ивану Николаевичу, доктору технических наук, профессору, генеральному директору открытого акционерного общества «Всероссийский научно-исследовательский и проектно-конструкторский институт по использованию энергии взрыва в геофизике», Крощенко Владимиру Демьяновичу, кандидату технических наук, главному научному сотруднику, Ликутову Александру Рюриковичу, кандидату технических наук, заместителю главного конструктора, Меркулову Александру Алексеевичу, кандидату технических наук, заместителю генерального директора, Улунцеву Юрию Григорьевичу, старшему научному сотруднику, — работникам того же акционерного общества; Дуванову Александру Михайловичу, кандидату технических наук, главному конструктору общества с ограниченной ответственностью «СтС-ВМсервис», Павлову Владимиру Ивановичу, кандидату технических наук, директору того же общества с ограниченной ответственностью; Дудаеву Сайпи Амирановичу, кандидату технических наук, генеральному директору общества с ограниченной ответственностью «СевКавнефтегазгеофизика»; Швецу Виктору Степановичу, начальнику службы общества с ограниченной ответственностью «ЛУКОЙЛ-Калининградморнефть» | за разработку и внедрение комплекса оборудования и технологий газодинамического разрыва пласта для повышения эффективности разработки нефтяных и газовых месторождений                                                                                           |
| 10.   | Баркову Анатолию Александровичу, кандидату экономических наук, вице-президенту — начальнику управления открытого акционерного общества "Нефтяная компания «ЛУКОЙЛ», руководителю работы, Василенко Александру Борисовичу, доктору политических наук, кандидату философских наук, профессору, начальнику департамента, Сапаеву Осману Лом-Алиевичу, заместителю начальника управления, — работникам того же акционерного общества; Вахаеву Валерию Геланьевичу, генеральному директору общества с ограниченной ответственностью «Каспийская нефтегазовая компания»; Ищенко Александру Николаевичу, доктору экономических наук, профессору, депутату Государственной Думы Федерального Собрания Российской Федерации; Каджояну Юрию Степановичу, генеральному директору общества с ограниченной ответственностью «ЛУКОЙЛ-Калининградморнефть»; Лагутину Владимиру Александровичу, первому вице-президенту открытого акционерного общества «Глобалстрой-Инжиниринг»; Лядовой Надежде Алексеевне, кандидату геолого-минералогических наук, доценту, директору общества с ограниченной ответственностью «Пермский научно-исследовательский и проектный институт нефти»; Мартынову Виктору Георгиевичу, доктору экономических наук, кандидату геолого-минералогических наук, профессору, ректору федерального государственного бюджетного образовательного учреждения высшего профессионального образования «Российский государственный университет нефти и газа имени И. М. Губкина»; Поправко Сергею Геннадьевичу, члену правления открытого акционерного общества «Современный коммерческий флот» | за разработку и промышленное внедрение инновационных научно-методических и технологических решений при создании нефтяной транспортной системы в условиях акватории морей Северного Ледовитого океана (на примере Варандейского нефтяного отгрузочного терминала) |
| 11.   | Петрову Олегу Владимировичу, доктору экономических наук, кандидату геолого-минералогических наук, генеральному директору федерального государственного унитарного предприятия «Всероссийский научно-исследовательский геологический институт им. А. П. Карпинского», руководителю работы, Киселеву Евгению Аркадьевичу, Шатову Виталию Витальевичу, кандидату геолого-минералогических наук, заместителям генерального директора, Колесникову Виктору Ивановичу, директору Издательско-выставочного центра, Стрельникову Сергею Ивановичу, кандидату геолого-минералогических наук, заведующему сектором, Шокальскому Сергею Павловичу, кандидату геолого-минералогических наук, заведующему отделом, — работникам того же предприятия; Каминскому Валерию Дмитриевичу, доктору геолого-минералогических наук, директору федерального государственного унитарного предприятия «Всероссийский научно-исследовательский институт геологии и минеральных ресурсов Мирового океана имени академика И. С. Грамберга»; Карпузову Александру Федоровичу, Чепкасовой Татьяне Вениаминовне, кандидатам геолого-минералогических наук, заместителям начальника управления — начальникам отделов Федерального агентства по недропользованию, Морозову Андрею Федоровичу, кандидату геолого-минералогических наук, заместителю руководителя Федерального агентства по недропользованию | за создание государственной геологической карты Российской Федерации |
| 12.   | Филоненко Елене Вячеславовне, доктору медицинских наук, руководителю отделения федерального государственного учреждения «Московский научно-исследовательский онкологический институт им. П. А. Герцена» Министерства здравоохранения и социального развития Российской Федерации, руководителю работы, Новиковой Елене Григорьевне, доктору медицинских наук, Якубовской Раисе Ивановне, доктору биологических наук, профессорам, руководителям отделений, — работникам того же учреждения; Ворожцову Георгию Николаевичу, члену-корреспонденту Российской академии наук, генеральному директору федерального государственного унитарного предприятия "Государственный научный центр «Научно-исследовательский институт органических полупродуктов и красителей»; Зеленкову Петру Владимировичу, кандидату медицинских наук, научному сотруднику учреждения Российской академии медицинских наук Научно-исследовательский институт нейрохирургии имени академика Н. Н. Бурденко РАМН; Махсону Анатолию Нахимовичу, доктору медицинских наук, профессору, главному врачу государственного учреждения здравоохранения города Москвы «Московская городская онкологическая больница N 62 Департамента здравоохранения города Москвы»; Сдвижкову Александру Михайловичу, доктору медицинских наук, профессору, главному врачу государственного учреждения здравоохранения города Москвы Онкологический клинический диспансер N 1 Департамента здравоохранения города Москвы, Филинову Владимиру Леонидовичу, кандидату медицинских наук, заведующему кабинетом того же учреждения; Странадко Евгению Филипповичу, доктору медицинских наук, профессору, руководителю отделения федерального государственного учреждения «Государственный научный центр лазерной медицины Федерального медико-биологического агентства»; Харнасу Сергею Сауловичу, доктору медицинских наук, профессору государственного бюджетного образовательного учреждения высшего профессионального образования Первый Московский государственный медицинский университет имени И. М. Сеченова Министерства здравоохранения и социального развития Российской Федерации | за разработку и внедрение медицинских технологий флюоресцентной диагностики и фотодинамической терапии в онкологическую практику |
| 13.   | Алексееву Леониду Петровичу, члену-корреспонденту Российской академии медицинских наук, заместителю директора, заведующему отделом федерального государственного бюджетного учреждения "Государственный научный центр «Институт иммунологии» Федерального медико-биологического агентства, руководителю работы, Ильиной Наталье Ивановне, доктору медицинских наук, профессору, заместителю директора — главному врачу, Латышевой Татьяне Васильевне, Лусс Людмиле Васильевне, докторам медицинских наук, профессорам, заведующим отделениями, Мартынову Александру Игоревичу, кандидату медицинских наук, первому заместителю директора, заведующему лабораторией, Пинегину Борису Владимировичу, Ярилину Александру Александровичу, докторам медицинских наук, профессорам, заведующим отделами, Филатову Александру Васильевичу, доктору биологических наук, профессору, заведующему лабораторией, — работникам того же учреждения; Звереву Дмитрию Станиславовичу, кандидату юридических наук, Киселеву Михаилу Филипповичу, доктору биологических наук, заместителям руководителя Федерального медико-биологического агентства | за создание, организацию и внедрение системы иммунологического и аллергологического мониторинга для профилактики и лечения иммунозависимых социально значимых заболеваний                                                                                        |
| 14.   | Стрижакову Александру Николаевичу, академику Российской академии медицинских наук, заведующему кафедрой государственного бюджетного образовательного учреждения высшего профессионального образования Первый Московский государственный медицинский университет имени И. М. Сеченова Министерства здравоохранения и социального развития Российской Федерации, руководителю работы, Давыдову Александру Ильгизировичу, Игнатко Ирине Владимировне, Тимохиной Татьяне Федоровне, докторам медицинских наук, профессорам, Макарову Игорю Олеговичу, доктору медицинских наук, профессору, Макацария Александру Давидовичу, члену-корреспонденту Российской академии медицинских наук, заведующим кафедрами, — работникам того же учреждения; Белоцерковцевой Ларисе Дмитриевне, доктору медицинских наук, профессору, заведующей кафедрой государственного образовательного учреждения высшего профессионального образования «Сургутский государственный университет Ханты-Мансийского автономного округа — Югры»; Дегтяревой Марине Васильевне, доктору медицинских наук, профессору, заведующей кафедрой государственного бюджетного образовательного учреждения высшего профессионального образования «Российский национальный исследовательский медицинский университет имени Н. И. Пирогова» Министерства здравоохранения и социального развития Российской Федерации, Сичинаве Лали Григорьевне, доктору медицинских наук, профессору того же учреждения; Паниной Ольге Борисовне, доктору медицинских наук, профессору факультета фундаментальной медицины федерального государственного бюджетного образовательного учреждения высшего профессионального образования «Московский государственный университет имени М. В. Ломоносова» | за разработку и внедрение высокотехнологичных методов исследования состояния матери и плода для обеспечения здоровья будущего поколения |
| 15.   | Чумаченко Евгению Николаевичу, доктору технических наук, профессору, заведующему кафедрой федерального государственного бюджетного образовательного учреждения высшего профессионального образования «Московский государственный институт электроники и математики (технический университет)», руководителю работы; Арутюнову Сергею Дарчоевичу, Ибрагимову Танке Ибрагимовичу, докторам медицинских наук, профессорам, Мальгинову Николаю Николаевичу, кандидату медицинских наук, доценту, заведующим кафедрами государственного бюджетного образовательного учреждения высшего профессионального образования «Московский государственный медико-стоматологический университет» Министерства здравоохранения и социального развития Российской Федерации, Лебеденко Игорю Юльевичу, доктору медицинских наук, профессору, проректору, Янушевичу Олегу Олеговичу, доктору медицинских наук, профессору, ректору, — работникам того же учреждения; Левину Геннадию Генриховичу, доктору технических наук, профессору, начальнику отделения федерального государственного унитарного предприятия «Всероссийский научно-исследовательский институт оптико-физических измерений»; Лосеву Федору Федоровичу, доктору медицинских наук, профессору, заведующему кафедрой государственного учреждения Московский областной научно-исследовательский клинический институт им. М. Ф. Владимирского; Олесовой Валентине Николаевне, доктору медицинских наук, профессору, заведующей кафедрой федерального государственного образовательного учреждения дополнительного профессионального образования «Институт повышения квалификации Федерального медико-биологического агентства»; Воложину Александру Ильичу, доктору медицинских наук, профессору (посмертно) | за создание научных основ, разработку и внедрение в клиническую практику компьютерного моделирования лечебных технологий и прогнозов реабилитации больных с челюстно-лицевыми дефектами и стоматологическими заболеваниями                                       |
| 16.   | Бусыгину Владимиру Михайловичу, доктору экономических наук, генеральному директору открытого акционерного общества «Нижнекамскнефтехим», руководителю работы, Гильманову Хамиту Хамисовичу, доктору технических наук, первому заместителю генерального директора — главному инженеру того же акционерного общества; Арчакову Юрию Ивановичу, доктору технических наук, профессору, заведующему лабораторией открытого акционерного общества «Всероссийский научно-исследовательский институт нефтехимических процессов», Дыкману Аркадию Самуиловичу, доктору технических наук, заведующему лабораторией, Сибагатуллину Гамилю Габдрахмановичу, старшему научному сотруднику, Федорцовой Елене Владимировне, кандидату технических наук, ведущему научному сотруднику, — работникам того же акционерного общества; Галявиеву Шамилу Шайхиевичу, кандидату технических наук, доценту, директору общества с ограниченной ответственностью трест «Татспецнефтехимремстрой»; Моисееву Илье Иосифовичу, академику, профессору федерального государственного бюджетного образовательного учреждения высшего профессионального образования «Российский государственный университет нефти и газа имени И. М. Губкина» | за научно-технические основы, создание и промышленное освоение инновационных, экологически безопасных, ресурсосберегающих технологий производства изопрена и комплекса сопутствующих высококачественных нефтехимических продуктов                                |
| 17.   | Глазову Александру Витальевичу, заместителю генерального директора, техническому директору открытого акционерного общества «Газпромнефть — Омский НПЗ»; Луговскому Александру Ивановичу, кандидату технических наук, директору департамента общества с ограниченной ответственностью «Волховнефтехим»; Николайчуку Вадиму Алексеевичу, генеральному директору открытого акционерного общества «Уфанефтехим»; Розенбергу Леониду Семеновичу, вице-президенту открытого акционерного общества «ТНК-BP Менеджмент»; Санникову Александру Леонидовичу, кандидату технических наук, директору дирекции открытого акционерного общества «Газпром нефть», Чернеру Анатолию Моисеевичу, заместителю генерального директора того же акционерного общества; Федоровой Марине Леонидовне, техническому директору открытого акционерного общества «Научно-производственное предприятие Нефтехим», Шакуну Александру Никитовичу, кандидату химических наук, генеральному директору того же акционерного общества | за создание и широкомасштабное внедрение российской конкурентоспособной технологии изомеризации и промышленных комплексов «Изомалк» для крупнотоннажного производства автобензинов, соответствующих требованиям европейских стандартов                           |
| 18.   | Шишову Андрею Александровичу, директору открытого акционерного общества «Выксунский металлургический завод», руководителю работы, Волкову Александру Михайловичу, начальнику комплекса, Гриншпону Александру Семеновичу, начальнику управления, Яндимирову Александру Арсентьевичу, начальнику отдела, — работникам того же акционерного общества; Гапановичу Валентину Александровичу, старшему вице-президенту открытого акционерного общества «Российские железные дороги», Якунину Владимиру Ивановичу, доктору политических наук, президенту того же акционерного общества; Матюшину Владимиру Алексеевичу, кандидату технических наук, вице-президенту некоммерческого партнерства «Объединение производителей железнодорожной техники»; Седых Анатолию Михайловичу, кандидату экономических наук, председателю совета директоров закрытого акционерного общества «Объединенная металлургическая компания»; Сухову Алексею Владимировичу, кандидату технических наук, заведующему отделением открытого акционерного общества «Научно-исследовательский институт железнодорожного транспорта»; Филиппову Георгию Анатольевичу, доктору технических наук, директору Института качественных сталей федерального государственного унитарного предприятия «Центральный научно-исследовательский институт чёрной металлургии им. И. П. Бардина» | за разработку сталей, технологии изготовления, внедрение комплекса инновационных проектов и освоение массового производства железнодорожных колес повышенной эксплуатационной стойкости для вагонов нового поколения                                             |
| 19.   | Клачкову Александру Анатольевичу, кандидату технических наук, заместителю генерального директора — главному инженеру открытого акционерного общества «Трубная Металлургическая Компания», руководителю работы, Фадееву Михаилу Михайловичу, начальнику отдела, Шифрину Евгению Исаевичу, кандидату технических наук, директору Дирекции по технологии, — работникам того же акционерного общества; Беднякову Владимиру Владимировичу, кандидату технических наук, заместителю главного конструктора открытого акционерного общества «Электростальский завод тяжелого машиностроения», Рассказову Владимиру Владимировичу, исполнительному директору, Тартаковскому Борису Игоревичу, кандидату технических наук, главному инженеру проекта, — работникам того же акционерного общества; Бодрову Юрию Владимировичу, директору по производству открытого акционерного общества «Синарский трубный завод»; Зуеву Михаилу Васильевичу, кандидату экономических наук, управляющему директору открытого акционерного общества «Северский трубный завод»; Уланову Олегу Дмитриевичу, бывшему главному специалисту открытого акционерного общества «Волжский трубный завод», Ширяеву Владимиру Кузьмичу, начальнику цеха того же акционерного общества | за разработку и внедрение технологии и оборудования для обеспечения топливно-энергетического комплекса Российской Федерации высококачественными бесшовными трубами из непрерывнолитой заготовки                                                                  |
| 20.   | Коротееву Анатолию Сазоновичу, академику, директору государственного научного центра Российской Федерации — федерального государственного унитарного предприятия «Исследовательский центр имени М. В. Келдыша», руководителю работы, Губертову Арнольду Михайловичу, доктору технических наук, профессору, заместителю директора, Миронову Вадиму Всеволодовичу, доктору технических наук, профессору, Мосолову Сергею Владимировичу, кандидату физико-математических наук, начальникам отделений, — работникам того же предприятия; Белоусову Игорю Ивановичу, главному советнику департамента Экспертного управления Президента Российской Федерации; Макарову Юрию Николаевичу, кандидату технических наук, начальнику управления Федерального космического агентства; Рачуку Владимиру Сергеевичу, доктору технических наук, профессору, генеральному директору — генеральному конструктору открытого акционерного общества «Конструкторское бюро химавтоматики», Рубинскому Виталию Романовичу, доктору технических наук, профессору, главному конструктору того же акционерного общества; Чванову Владимиру Константиновичу, доктору технических наук, профессору, первому заместителю генерального директора — главному конструктору открытого акционерного общества «НПО Энергомаш имени академика В. П. Глушко» | за разработку фундаментальных основ проектирования ракетных двигателей |
| 21.   | Ковалеву Михаилу Михайловичу, доктору технических наук, директору государственного научного учреждения Всероссийский научно-исследовательский институт механизации льноводства Российской академии сельскохозяйственных наук, руководителю работы, Черникову Виктору Григорьевичу, члену-корреспонденту Российской академии сельскохозяйственных наук, заведующему отделом того же учреждения; Грищенковой Валентине Александровне, кандидату технических наук, заместителю генерального директора открытого акционерного общества «Центральный научно-исследовательский институт комплексной автоматизации легкой промышленности»; Козлову Владимиру Павловичу, кандидату технических наук, генеральному директору открытого акционерного общества «Тверьсельмаш»; Круглию Ивану Ивановичу, начальнику федерального государственного учреждения «Агентство по производству и первичной обработке льна и конопли „Лён“»; Лачуге Юрию Федоровичу, академику Российской академии сельскохозяйственных наук, вице-президенту Российской академии сельскохозяйственных наук; Логинову Олегу Георгиевичу, старшему научному сотруднику открытого акционерного общества Научно-производственный комплекс «ЦНИИШерсть», Савостьяновой Марине Юрьевне, руководителю информационного центра — ученому секретарю того же акционерного общества; Петровскому Анатолию Дмитриевичу, генеральному директору открытого акционерного общества "Тюменская текстильная корпорация «Кросно»; Шустову Юрию Степановичу, доктору технических наук, профессору, заведующему кафедрой федерального государственного бюджетного образовательного учреждения высшего профессионального образования «Московский государственный текстильный университет имени А. Н. Косыгина» | за разработку и внедрение инновационных технологий и технических средств нового поколения для производства и глубокой переработки лубяных культур |
| 22.   | Луценко Александру Владимировичу, председателю совета директоров общества с ограниченной ответственностью Управляющая компания «Содружество», руководителю работы, Вериго Виталию Леонидовичу, заместителю директора, Кандыбовичу Сергею Львовичу, доктору психологических наук, профессору, директору Московского представительства, Луценко Наталье Ивановне, заместителю председателя совета директоров, Мальцеву Александру Кузьмичу, заместителю начальника службы, Соколовскому Сергею Павловичу, Титову Дмитрию Алексеевичу, директорам департаментов, — работникам того же общества с ограниченной ответственностью; Бобылевой Галине Алексеевне, кандидату экономических наук, генеральному директору некоммерческой организации «Российский птицеводческий союз»; Доморощенковой Марии Львовне, кандидату технических наук, доценту, заведующей отделом государственного научного учреждения Всероссийский научно-исследовательский институт жиров Российской академии сельскохозяйственных наук; Егоровой Татьяне Владимировне, кандидату сельскохозяйственных наук, ведущему научному сотруднику государственного научного учреждения Всероссийский научно-исследовательский и технологический институт птицеводства Российской академии сельскохозяйственных наук | за разработку и внедрение экологически безопасного высокотехнологичного наукоемкого производственного терминального комплекса по глубокой переработке маслосодержащих культур                                                                                    |
| 23.   | Смирнову Анатолию Михайловичу, академику Российской академии сельскохозяйственных наук, директору государственного научного учреждения Всероссийский научно-исследовательский институт ветеринарной санитарии, гигиены и экологии Российской академии сельскохозяйственных наук, руководителю работы, Грибовскому Юрию Геннадьевичу, доктору ветеринарных наук, директору Уральского филиала, Тюрину Владимиру Григорьевичу, доктору ветеринарных наук, профессору, заведующему лабораторией, — работникам того же учреждения; Авылову Чолпонкулу Кыдырмышевичу, доктору ветеринарных наук, профессору, главному ветеринарно-санитарному врачу открытого акционерного общества «Черкизовский мясоперерабатывающий завод»; Денисову Аркадию Алексеевичу, доктору биологических наук, заведующему отделом государственного научного учреждения Всероссийский научно-исследовательский и технологический институт биологической промышленности Российской академии сельскохозяйственных наук; Донник Ирине Михайловне, академику Российской академии сельскохозяйственных наук, ректору федерального государственного бюджетного образовательного учреждения высшего профессионального образования «Уральская государственная сельскохозяйственная академия»; Иванову Аркадию Васильевичу, доктору биологических наук, профессору, директору федерального государственного учреждения «Федеральный центр токсикологической и радиационной безопасности животных»; Розовенко Михаилу Васильевичу, доктору ветеринарных наук, профессору федерального государственного бюджетного образовательного учреждения высшего профессионального образования «Московская государственная академия ветеринарной медицины и биотехнологии имени К. И. Скрябина»; Уше Борису Вениаминовичу, академику Российской академии сельскохозяйственных наук, декану факультета федерального государственного бюджетного образовательного учреждения высшего профессионального образования «Московский государственный университет пищевых производств»; Шабунину Сергею Викторовичу, члену-корреспонденту Российской академии сельскохозяйственных наук, директору государственного научного учреждения Всероссийский научно-исследовательский ветеринарный институт патологии, фармакологии и терапии Российской академии сельскохозяйственных наук | за системное решение охраны окружающей природной среды, кормов и получения безопасной продукции животноводства в зонах интенсивного техногенного загрязнения |
| 24.   | Никитину Александру Александровичу, кандидату технических наук, доктору экономических наук, профессору, генеральному директору закрытого акционерного общества "Московская ордена Трудового Красного Знамени обувная фабрика «Парижская коммуна», руководителю работы, Климову Сергею Михайловичу, заместителю генерального директора, Татарчуку Ивану Руслановичу, доктору технических наук, заместителю начальника — руководителю группы центра моделирования и технологии, Хлынову Владимиру Викторовичу, начальнику отдела, — работникам того же акционерного общества; Бастову Геннадию Александровичу, доктору технических наук, профессору федерального государственного бюджетного образовательного учреждения высшего профессионального образования «Московский государственный текстильный университет имени А. Н. Косыгина»; Бирюкову Александру Андреевичу, бывшему президенту открытого акционерного общества «Рослегпром»; Довбне Борису Евгеньевичу, кандидату технических наук, генеральному директору общества с ограниченной ответственностью «Газпром газобезопасность»; Кащееву Олегу Вячеславовичу, кандидату психологических наук, заместителю директора департамента Министерства промышленности и торговли Российской Федерации; Костылевой Валентине Владимировне, доктору технических наук, профессору, проректору федерального государственного бюджетного образовательного учреждения высшего профессионального образования «Московский государственный университет дизайна и технологии», Фукину Виталию Александровичу, доктору технических наук, президенту того же учреждения | за разработку научных основ и внедрение в производство импортозамещающих конструкций и технологий изготовления специальной обуви |
| 25.   | Асмусу Василию Валентиновичу, доктору физико-математических наук, профессору, директору государственного учреждения "Научно-исследовательский центр космической гидрометеорологии «Планета», руководителю работы, Соловьеву Валерию Ивановичу, кандидату технических наук, заведующему отделом, Успенскому Александру Борисовичу, доктору физико-математических наук, профессору, главному научному сотруднику, — работникам того же учреждения; Авдюшину Сергею Ивановичу, доктору технических наук, профессору, главному научному сотруднику государственного учреждения «Институт прикладной геофизики имени академика Е. К. Федорова»; Бедрицкому Александру Ивановичу, кандидату географических наук, советнику Президента Российской Федерации; Бондуру Валерию Григорьевичу, академику, генеральному директору государственного учреждения «Научный центр проблем аэрокосмического мониторинга» — ЦПАМ «АЭРОКОСМОС»; Дядюченко Валерию Николаевичу, кандидату технических наук, заместителю руководителя Федеральной службы по гидрометеорологии и мониторингу окружающей среды, Стасенко Валерию Никифоровичу, доктору физико-математических наук, начальнику управления той же службы; Новикову Михаилу Владимировичу, кандидату технических наук, главному конструктору бортовых информационных комплексов открытого акционерного общества «[[Научно-производственная корпорация „Космические системы мониторинга, информационно-управляющие и электромеханические комплексы“ имени А. Г. Иосифьяна]]»; Садовничему Виктору Антоновичу, академику, ректору федерального государственного бюджетного образовательного учреждения высшего профессионального образования «Московский государственный университет имени М. В. Ломоносова» | за разработку и внедрение государственной территориально-распределенной системы космического мониторинга окружающей среды |
| 26.   | Ведякову Ивану Ивановичу, доктору технических наук, профессору, директору Центрального научно-исследовательского института строительных конструкций им. В. А. Кучеренко открытого акционерного общества "Научно-исследовательский центр «Строительство», Еремееву Павлу Георгиевичу, Одесскому Павлу Дмитриевичу, докторам технических наук, профессорам, заведующим секторами, Киселеву Дмитрию Борисовичу, кандидату технических наук, ведущему научному сотруднику, Попову Николаю Александровичу, кандидату технических наук, заведующему лабораторией, — работникам того же института; Жидкову Анатолию Алексеевичу, кандидату технических наук, заместителю начальника отдела открытого акционерного общества «Государственный специализированный проектный институт»; Игнатьеву Евгению Григорьевичу, кандидату технических наук, руководителю испытательного центра открытого акционерного общества «Научно-исследовательский институт транспортного строительства»; Кельману Михаилу Исааковичу, генеральному директору общества с ограниченной ответственностью «ГК-ТЕХСТРОЙ»; Савельеву Виталию Алексеевичу, доктору технических наук, главному специалисту закрытого акционерного общества «[[Центральный ордена Трудового Красного Знамени научно-исследовательский и проектный институт строительных металлоконструкций им. Н. П. Мельникова]]»; Салащенко Владимиру Михайловичу, заместителю генерального директора закрытого акционерного общества «Ассоциация Сталькон» | за разработку и осуществление комплексной системы научно-технического обеспечения эксплуатационной надежности металлических конструкций при возведении уникальных строительных объектов                                                                          |
| 27.   | Бурьянову Александру Федоровичу, кандидату технических наук, доценту, исполнительному директору Российской Гипсовой Ассоциации, руководителю работы; Егорычеву Олегу Олеговичу, доктору технических наук, профессору, заведующему кафедрой федерального государственного бюджетного образовательного учреждения высшего профессионального образования «Московский государственный строительный университет», Пустовгару Андрею Петровичу, кандидату технических наук, доценту, руководителю Научно-образовательного центра новых строительных технологий и материалов того же учреждения; Антоничевой Наталье Борисовне, кандидату технических наук, доценту, начальнику управления Министерства строительного комплекса Московской области; Гончарову Юрию Алексеевичу, председателю совета директоров общества с ограниченной ответственностью "Управляющая компания «ВОЛМА»; Коровякову Василию Федоровичу, доктору технических наук, доценту, первому заместителю директора государственного унитарного предприятия города Москвы "Научно-исследовательский институт московского строительства «НИИМосстрой»; Лощенко Александру Леонидовичу, кандидату экономических наук, помощнику Министра регионального развития Российской Федерации; Нятину Сергею Геннадьевичу, заместителю генерального директора общества с ограниченной ответственностью «Машиностроительная компания ВСЕ- ЛУГ»; Яковлеву Григорию Ивановичу, доктору технических наук, профессору, заведующему кафедрой федерального государственного бюджетного образовательного учреждения высшего профессионального образования «Ижевский государственный технический университет» | за разработку технологий и оборудования для производства эффективных гипсовых материалов и изделий нового поколения и их широкое внедрение в практику строительства                                                                                              |
| 28.   | Ильичеву Вячеславу Александровичу, академику Российской академии архитектуры и строительных наук, первому вице-президенту Российской академии архитектуры и строительных наук, научному руководителю автономной некоммерческой организации «Академический научно-технический центр Академии архитектуры и строительных наук», руководителю работы; Бондаренко Виталию Михайловичу, академику Российской академии архитектуры и строительных наук, заведующему кафедрой федерального государственного бюджетного образовательного учреждения высшего профессионального образования «Московская государственная академия коммунального хозяйства и строительства», Доценко Анатолию Ивановичу, доктору технических наук, профессору, декану факультета, Суэтиной Татьяне Александровне, члену-корреспонденту Российской академии архитектуры и строительных наук, проректору, — работникам того же учреждения; Каприелову Семену Суреновичу, доктору технических наук, Степановой Валентине Федоровне, доктору технических наук, профессору, заведующим лабораториями открытого акционерного общества "Научно-исследовательский центр «Строительство», Крылову Борису Александровичу, академику Российской академии архитектуры и строительных наук, заведующему отделом того же акционерного общества; Карпенко Николаю Ивановичу, академику Российской академии архитектуры и строительных наук, заведующему лабораторией учреждения Научно-исследовательский институт строительной физики Российской академии архитектуры и строительных наук; Козлову Леониду Николаевичу, генеральному директору общества с ограниченной ответственностью «Экспертный центр современных коммуникаций»; Руденскому Андрею Владимировичу, доктору технических наук, заведующему отделом федерального государственного унитарного предприятия «Российский дорожный научно-исследовательский институт» | за разработку и внедрение комплекса ресурсосберегающих технологий возведения зданий и дорожно-транспортных сооружений повышенной долговечности |
| 29.   | Гусятинеру Михаилу Марковичу, кандидату биологических наук, доценту, заведующему лабораторией закрытого акционерного общества «Научно-исследовательский институт Аджиномото-Генетика», руководителю работы, Ахвердяну Валерию Завеновичу, доктору биологических наук, профессору, Стойновой Наталии Викторовне, кандидату биологических наук, доценту, заведующим лабораториями, Бачиной Татьяне Александровне, Йомантасу Юргису Антанасу Владовичу, кандидатам биологических наук, Бирюковой Ирине Владимировне, кандидату биологических наук, доценту, старшим научным сотрудникам, Лившицу Виталию Аркадьевичу, доктору биологических наук, профессору, ведущему научному сотруднику, Ониси Норимасе (Onishi Norimasa), доктору сельскохозяйственных наук, заместителю генерального директора, — работникам того же акционерного общества; Курахаси Осаму (Kurahashi Osamu), доктору сельскохозяйственных наук, вице-президенту компании «АДЖИНОМОТО Ко. Инк.» (Ajinomoto Co., Inc.), Нисияме Тору (Nishiyama Тоru), доктору сельскохозяйственных наук, бывшему исполнительному вице-президенту той же компании | за разработку и внедрение инновационных биотехнологических процессов производства природных аминокислот для агропромышленного комплекса |
| 30.   | Пальцеву Михаилу Александровичу, академику, академику Российской академии медицинских наук, заместителю директора федерального государственного бюджетного учреждения "Национальный исследовательский центр «Курчатовский институт», руководителю работы, Киселеву Всеволоду Ивановичу, члену-корреспонденту Российской академии медицинских наук, профессору, советнику директора того же учреждения; Ерохину Владиславу Всеволодовичу, члену-корреспонденту Российской академии медицинских наук, директору учреждения Российской академии медицинских наук Центральный научно-исследовательский институт туберкулеза РАМН; Леви Диане Тимофеевне, доктору медицинских наук, профессору, главному эксперту федерального государственного бюджетного учреждения «Научный центр экспертизы средств медицинского применения» Министерства здравоохранения и социального развития Российской Федерации; Литвинову Виталию Ильичу, академику Российской академии медицинских наук, директору государственного учреждения здравоохранения города Москвы «Московский городской научно-практический Центр борьбы с туберкулезом Департамента здравоохранения города Москвы», Слогоцкой Людмиле Владимировне, кандидату медицинских наук, заведующей отделом, ученому секретарю того же учреждения; Мартьянову Виталию Афанасьевичу, кандидату технических наук, заместителю директора филиала закрытого акционерного общества "Фармацевтическая фирма «ЛЕККО», Медникову Борису Львовичу, доктору медицинских наук, профессору, директору того же акционерного общества; Харитонину Виктору Владимировичу, исполнительному директору, председателю совета директоров открытого акционерного общества «Фармстандарт»; Шустеру Александру Михайловичу, кандидату биологических наук, научному директору закрытого акционерного общества «Мастерклон» | за научное обоснование, разработку и внедрение в клиническую практику биотехнологического инновационного продукта для идентификации туберкулезной инфекции у взрослых и детей — препарата «Диаскинтест»                                                          |